# Pterolophia circulata
Pterolophia circulata är en skalbaggsart som beskrevs av Schwarzer 1931. Pterolophia circulata ingår i släktet Pterolophia och familjen långhorningar. Inga underarter finns listade i Catalogue of Life.